# Bogdašići (gmina Bileća)
Bogdašići (cyr. Богдашићи) – wieś w Bośni i Hercegowinie, w Republice Serbskiej, w gminie Bileća. W 2013 roku liczyła 36 mieszkańców.